# Chrysichthys maurus
Chrysichthys maurus es una especie de pez de la familia Claroteidae en el orden de los Siluriformes.

## Morfología
• Los machos pueden llegar alcanzar los 51 cm de longitud total.

## Distribución geográfica
Se encuentran en África: Senegal, Ghana, Costa de Marfil, Guinea, Guinea-Bissau, Sierra Leona y Liberia.